# Haringkoning

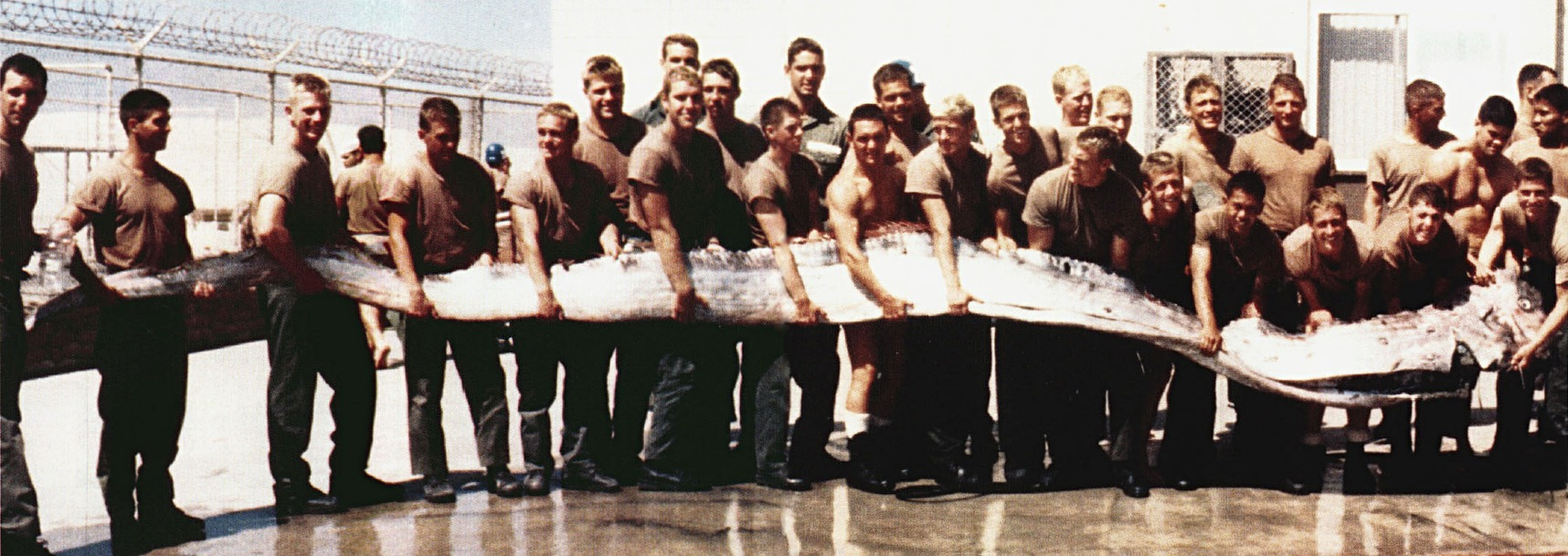
Riemvis, in 1996 aangespoeld aan de Californische kust bij San Diego

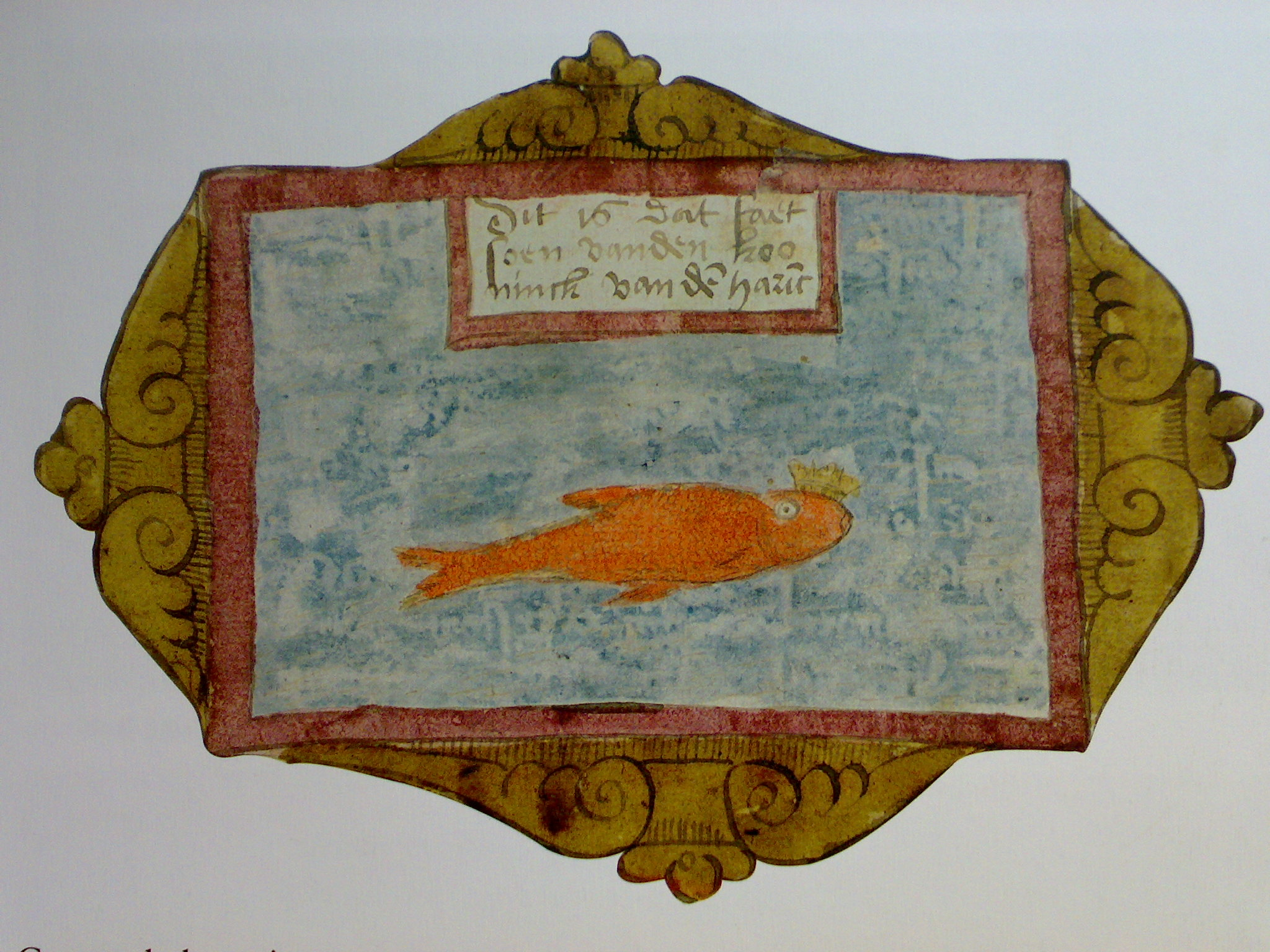
Haringkoning, ofwel Koning van de poon uit het boek van Adriaan Coenen - Dit is Dat faetsoen vanden kooninck van den harinc

De term haringkoning (Duits: "König der Heringe", Engels: "king of herrings") is in verschillende talen de aanduiding voor een riemvis (Regalecus glesne).
De 16e-eeuwse Scheveninger Adriaen Coenen wijst echter in zijn Visboeck (1577-1581) overtuigend naar de mul, ook wel aangeduid als 'koning van de poon' (Mullus surmuletus). De tekst in Coenens handschrift boven de hiernaast weergegeven afbeelding van de haringkoning in het Visboeck luidt: "Dit is Dat faetsoen vanden kooninck van den harinc".

## Mythologie
Werd de haringkoning door Coenen in het bovengenoemde werk al uitgebreid beschreven, opnieuw vestigde hij de aandacht op deze 'koninklijke haring' in een later verschenen - zogeheten - Haringkoningboeck.
Coenen stelt primair dat de haringkoning geen haring is. Hij omschrijft het fenomeen dat ooit veel Hollandse haringvissers fascineerde aldus:

Desen vische is gans root als den zee haen en is versche gegeten denselfden smaecke als den zee haen dan hij heeft scillen grooter dan den harinck en is bij naest dat faetsoen dan hij ronder en dicker es.

Het gaat hierbij dus, naar Coenen schrijft, om een zeevis die net zo rood is als een zogenoemde zeehaan of rode poon en die - als ze vers wordt gegeten - nèt zo smaakt. De schubben van deze vis zijn groter dan die van een haring, maar de vis doet qua vorm denken aan de haring, alhoewel ze wat ronder en dikker is. Coenen vertelt vervolgens dat hij weet (van horen zeggen!) dat de vissers altijd wel verblijt zijn wanneer ze tussen de hondert duzent haringhen een dergelijke vis in hun netten aantreffen. De vissers zijn daarom zo blij, omdat zij, wanneer ze deze 'koning' tussen de haringen ontdekken, een goede hoop hebben dat ze in de komende tijd veel haring zullen vangen. Coenen wijdt er zelfs een aantal dichtregels aan en rijmt:

Het es een Coninck van groote macht
Die altijt reyst bij dage ende bij nacht
Nochtans en heeft hij burch noch casteel
Hi en heeft in hemel in aerde inde helle geen deel
Het is heyden noch kersten u wel versint
Nochtans is hi al der werelt vriend
Elc wenst hem doot of ghevanghen
Nae hem hebben veel menschen verlangen
Wij kersten laten voor hem so menich man
Soe dat wijf ende kinderen bescrijen dan.

## Geen riemvis naast mul
Het is tekenend dat de door Coenen weergegeven haringkoning zowel in kleur als in vorm afwijkt van de eerder genoemde riemvis. Weliswaar zouden nog als een laatste aanknopingspunt de lange vinstralen op de kop van de riemvis kunnen worden gezien als een kroontje. Maar dat kroontje van Coenen moet als denkbeeldig worden aangemerkt. Het is door hem aangebracht als een aanduiding van de symboliek dat het hier een 'koning' betreft. Denkt men op Coenens afbeelding van de haringkoning dat kroontje weg, dan blijft sec de mul zoals rechtsboven afgebeeld over. Los van wat voor veronderstellingen ook geldt hier als bindend dat Coenen zijn informatie over de haringkoning niet heeft verkregen door middel van geraadpleegde literatuur. In zo'n geval had hij namelijk zijn geraadpleegde bron(nen), zoals alle andere door hem geciteerde bronnen, beslist aangegeven. Hij heeft naar eigen zeggen zijn informatie heel concreet van horen zeggen en dat dan uit eerste hand, namelijk uit de monden van de vissers. Toegevoegd moet nog worden dat Coenen - nog los van zijn illustratie in dezen - altijd heel gedetailleerd is geweest in de beschrijving van zijn onderwerp.
Het zou in dat verband heel opmerkelijk zijn geweest wanneer Coenen zo'n belangrijk gegeven als een kroon of iets dat daaraan doet denken in zijn omschrijving zou hebben weggelaten. Als laatste nog dit: wanneer men een vleet - een reeks zogenaamde staande haringnetten - beziet dan kan niet voor reëel worden aangenomen dat een riemvis - zie afbeelding boven - in dergelijke netten zou kunnen worden gevangen. Men moet op grond van het bovenstaande constateren dat de riemvis moet worden uitgesloten van het soort of type vis dat Coenen voor ogen had en vastlegde. Blijft als uitkomst de bovengenoemde mul; deze rode vis met grote schubben en een prima smaak werd vele jaren later in het boek Natuurlijke Uitspanningen van Job Baster ook 'Koning van den Haring' genoemd. Voordat Hermann Schlegel in 1858 de naam haringkoning aan de riemvis koppelde werd in verreweg de meeste oude bronnen met de Koning van de Haring of de Zeekoning de mul aangeduid met als goede tweede de draakvis (Chimaera monstrosa). Samengevat moet dan ook - naar de visie van Coenen - de mul worden beschouwd als de Hollandse, 16e-eeuwse, haringkoning.